# Gran Buda de Tailandia
El Gran Buda de Tailandia  (en tailandés: พระพุทธมหานวมินทรศากยมุนีศรีวิเศษชัยชาญ) También conocida como el "Gran Buda", "Phra Buda Maha Nawamin" y "Mahaminh Sakayamunee Visejchaicharn", es la estatua más alta de Tailandia, y la novena más alta del mundo.
Ubicada en el monasterio de Wat Muang en la provincia de Ang Thong, esta estatua se eleva hasta 92 m (300 pies) de altura, y es de 63 m (210 pies) de ancho. La construcción comenzó en 1990 y se terminó en 2008. Está pintada de oro y está hecha de cemento.